# Pietre runiche di Jelling

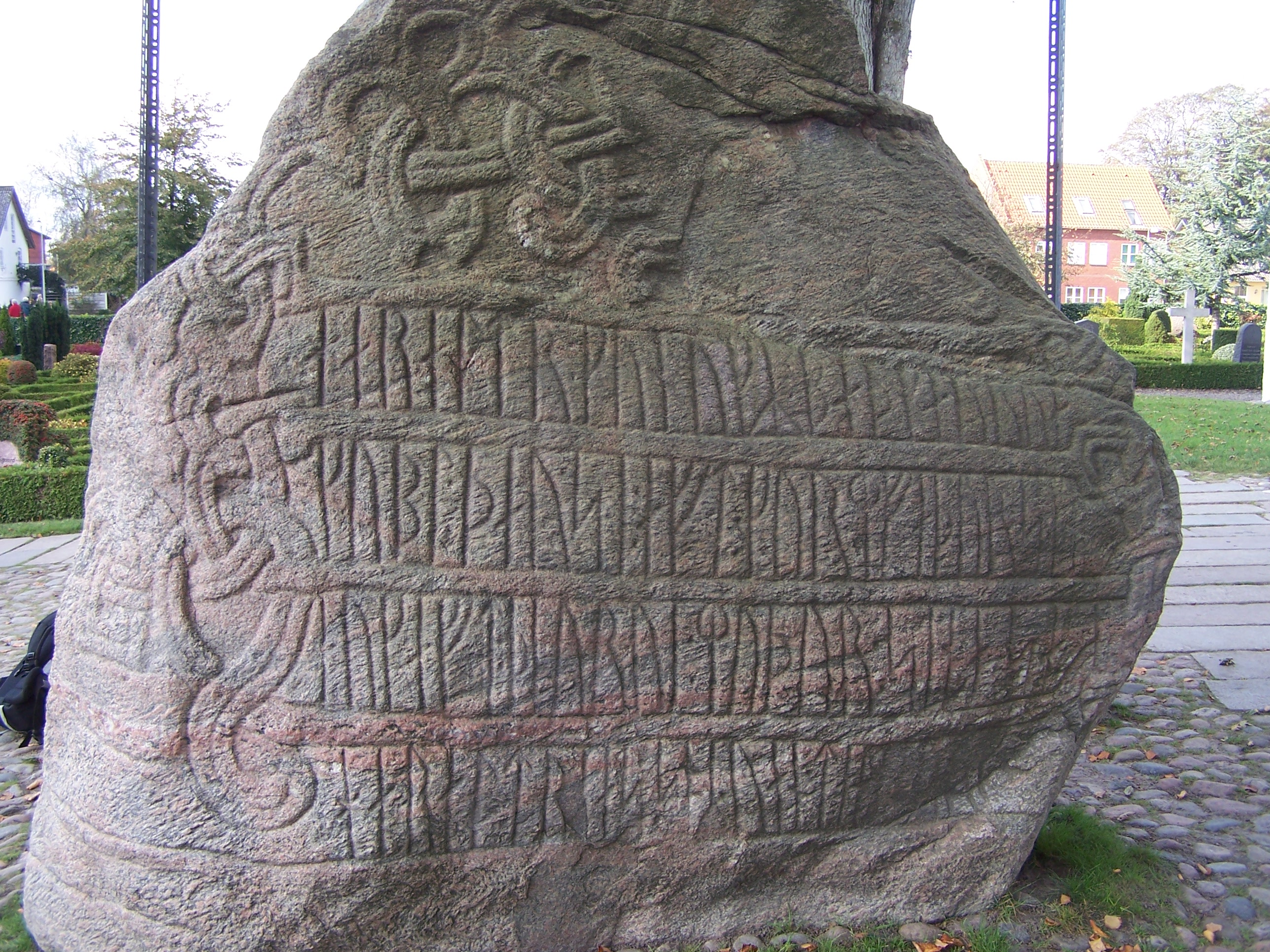
La pietra più recente

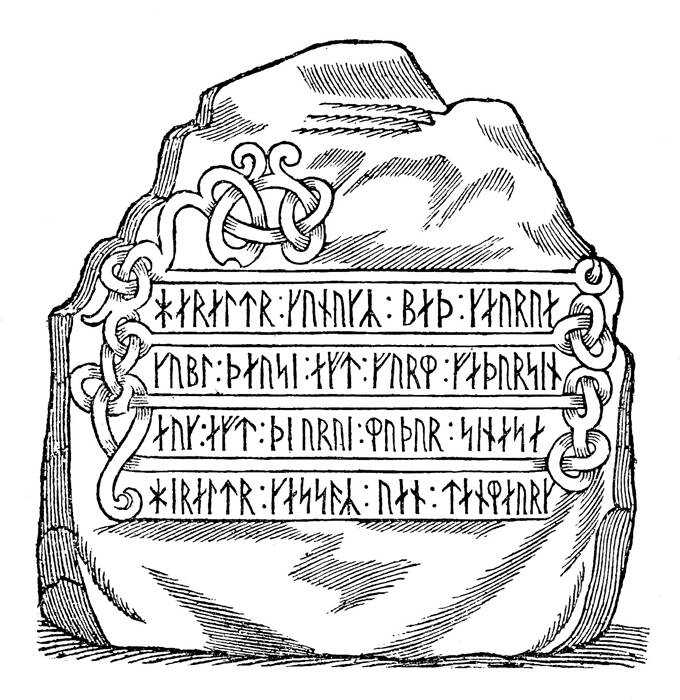
La pietra più recente disegnata da Ole Worm (1643)

Le pietre runiche di Jelling sono due pietre runiche rinvenute nella cittadina danese di Jelling (comune di Vejle), nello Jutland, e risalenti al X secolo: la prima pietra runica fu commissionata da re Gorm il Vecchio ed è dedicata a sua moglie Thyra, mentre la seconda fu commissionata dal figlio di Gorm e Thyra, Aroldo Dente Azzurro in memoria dei propri genitori.
Le due pietre runiche sono considerate una sorta di "certificato di nascita" della Danimarca e, unitamente alla chiesa e le colline adiacenti, sono annoverate dall'UNESCO nel patrimonio dell'umanità dal 1994.

## Descrizione
Il sito si trova al nr. 1 della Thyrasvej, lungo la strada principale che conduce al villaggio di Jelling.
Le due pietre sono protette dal 2011 da una copertura in bronzo.

## Pietra di Gorm

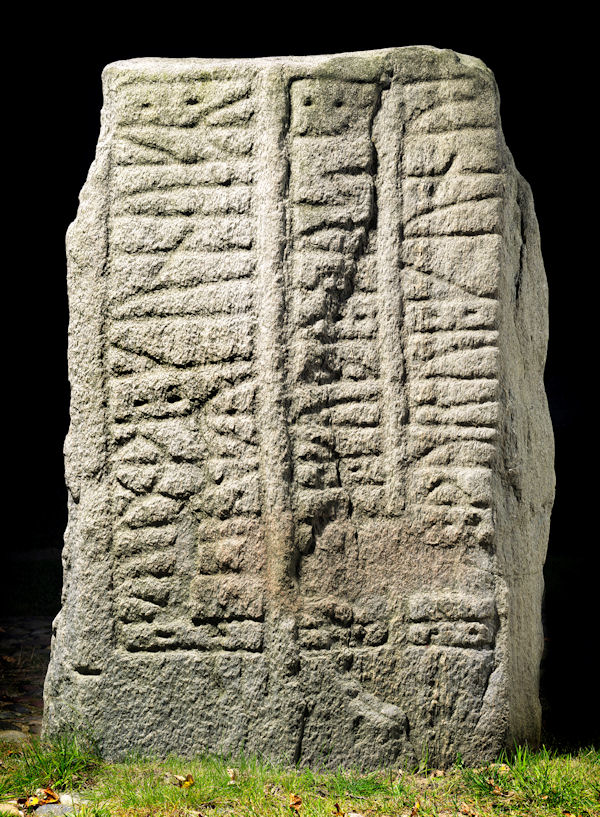
La pietra più antica

La pietra più antica, che è anche la più piccola delle due, fu commissionata da re Gorm il Vecchio nella prima metà del X secolo (935 circa/940-955 circa) in onore di sua moglie Thyra.
La pietra, in gneiss, è alta 1,85 m, larga 1,07 e ha uno spessore di 50 cm.
La pietra presenta un testo redatto in antico danese: si tratta del più antico testo scritto da un sovrano danese di cui si abbia conoscenza. È inoltre il più antico testo ritrovato in Danimarca in cui sia citato il nome di questa nazione, già in uso in altre parti d'Europa da almeno 75 anni.
La pietra di Gorm è menzionata per la prima volta nel 1586 in un disegno di Rantzau ritrovato in un testo di Caspar Markdanner.
Non si conosce quale sia il luogo originale in cui fu innalzata la pietra, sul quale sono state formulate varie ipotesi. Fu comunque rinvenuta di fronte alla porta della Chiesa di Jelling, dove veniva usata come panca.

### Testo in fuþark
:      :      :     :     :    :      :    
᛬ ᛋᛁᚾᛅ ᛬ ᛏᛅᚾᛘᛅᚱᚴᛅᛦ ᛬ ᛒᚢᛏ ᛬

### Traslitterazione in caratteri latini
(lato A) : kurmR : kunukR : 
: k(ar)þi : kubl : þusi : 
 : a(ft) : þurui : kunu 
(lato B) | sina | tanmarkaR | but |

### Traduzione in italiano
Re Gorm, fece questo monumento in memoria di sua moglie Thyra, orgoglio della Danimarca

## Pietra di Aroldo Dente Azzurro

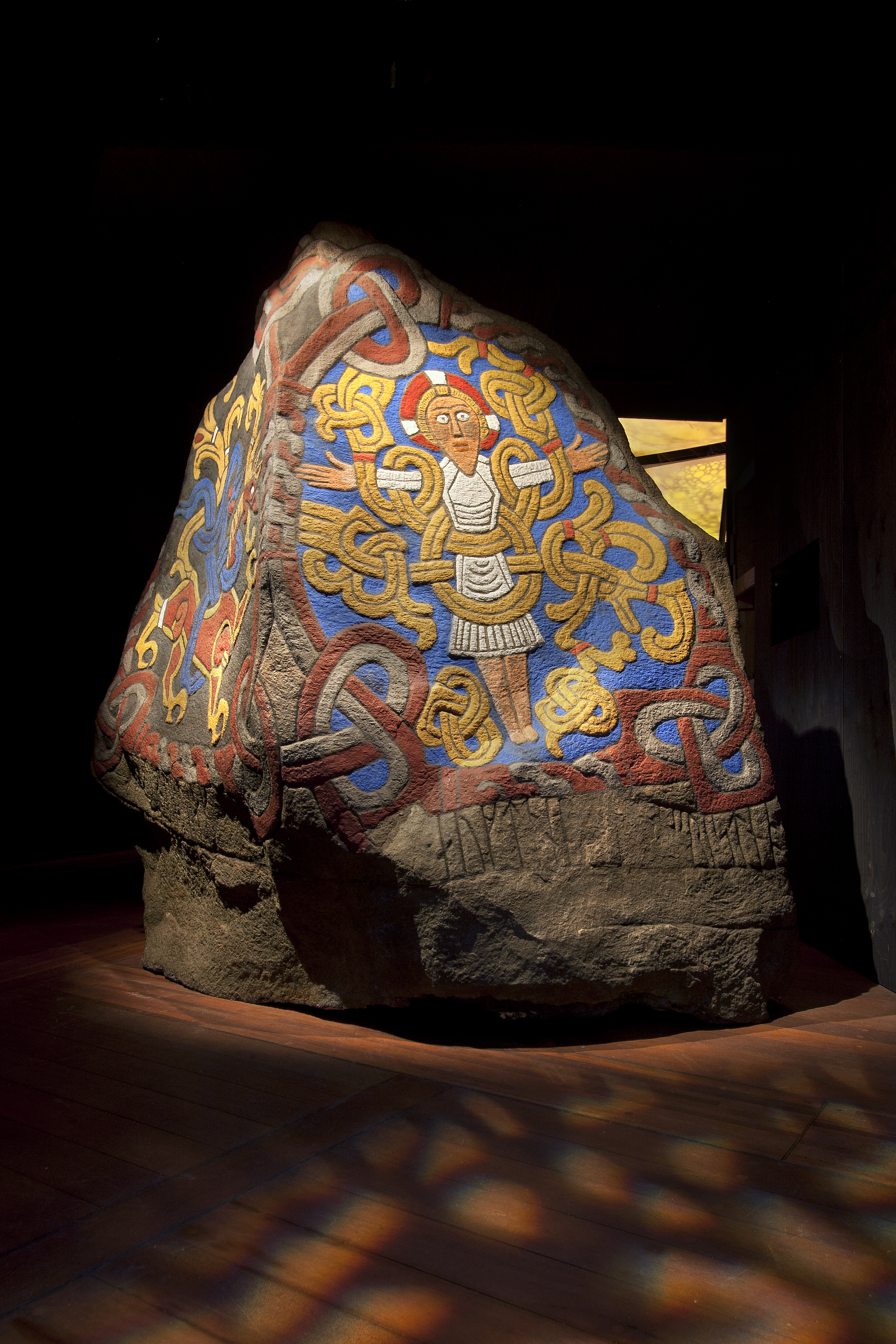
Riproduzione della Pietra di Aroldo Dente Azzurro al Museo Nazionale della Danimarca

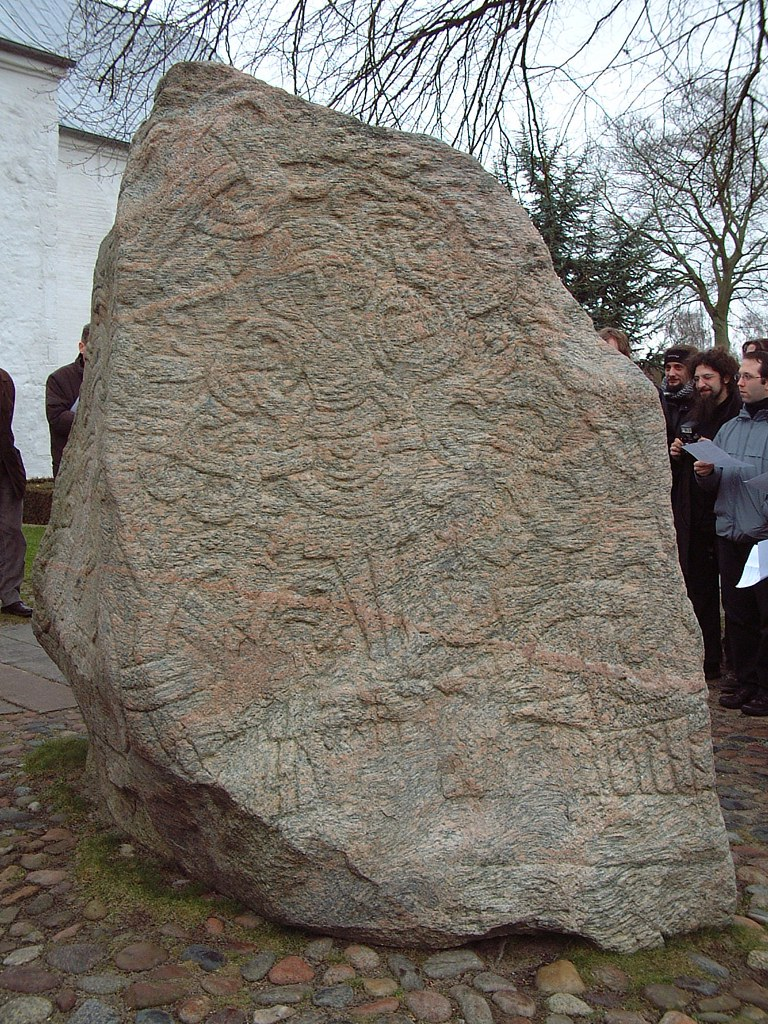
La figura di Cristo nella pietra fatta incidere da Aroldo Dente Azzurro

La pietra più recente, che è la più grande delle due, fu commissionata nella seconda metà del X secolo (tra il 960 e il 965/985 circa) da re Aroldo (Harald) Dente Azzurro in memoria dei suoi genitori Gorm e Thyra..
La pietra, in gneiss, è alta 2,43 m e si divide in tre parti distinte: una parte (della larghezza di 2,90 m) presenta esclusivamente l'iscrizione runica, un'altra (della larghezza di 1,62 cm) è decorata con la figura di un leone avvolto da un serpente, mentre la terza parte (della larghezza di 1,58 m) presenta raffigurazione di Cristo, la più antica che si conosca in area scandinava. Alcune parti (tra cui la seconda "pagina" dell'iscrizione) si presentano in cattivo stato di conservazione.
La pietra presenta un'iscrizione unica nel suo genere, in quanto il testo, in antico danese, si presenta - a differenza degli altri testi redatti in alfabeto runico - in forma orizzontale anziché verticale.
Per l'incisione della pietra re Aroldo si avvalse dei migliori artigiani. Pare che il lavoro di incisione sia durato circa un anno.
La pietra di Aroldo Dente Azzurro è citata per la prima volta da Ole Worm nel 1586. Fu rinvenuta interrata nei dintorni della città.

### Testo in fuþark
:       :    :       :     :    :    :     :      :    :    :   :       :      :     :   :        :    :   :    :        
   :    :       
   :    :      :       

### Traslitterazione in caratteri latini
(lato A) 

haraltr : kunukR : baþ : kaurua 

kubl : þausi : aft : kurm faþur sin 

auk aft : þąurui : muþur : sina : sa 

haraltr (:) ias : sąR * uan * tanmaurk 

(lato B) 

ala * auk * nuruiak 

(lato C) 

* auk * t(a)ni (* karþi *) kristną

### Traduzione in italiano
Re Aroldo ordinò che fosse fatto questo monumento in onore di Gorm, suo padre, e di Thyra, sua madre, quell'Aroldo che regnò sull'intera Danimarca e Norvegia e che convertì i Danesi al Cristianesimo